# Mallorca Championships 2025
Mallorca Championships 2025 — тенісний турнір, що проходив на трав'яних кортах на острові Майорка в містечку Santa Ponsa, Іспанія з 23 до 28 червня. Належав до категорії ATP 250.

## Фінальна частина

### Одиночний розряд
Таллон Ґрікспор —  Корентен Муте 7–5, 7–6(7–3)

### Парний розряд
Сантьяго Гонсалес /  Остін Крайчек —  Юкі Бгамбрі /  Роберт Ґалловей 6−1, 1−6, [15−13]